# Aenictus exilis
Aenictus exilis är en myrart som beskrevs av Wilson 1964. Aenictus exilis ingår i släktet Aenictus och familjen myror. Inga underarter finns listade i Catalogue of Life.